# Тарасенко, Наталия Ювенальевна
Наталия Ювенальевна Тарасенко — советский хозяйственный, государственный и политический деятель, доктор медицинских наук, профессор, член-корреспондент АМН СССР (1967).

## Биография
Родилась в 1911 году в Новозыбкове. Член КПСС.
С 1933 года — на хозяйственной, общественной и политической работе. В 1933—1986 гг. — санитарный врач в Татарской АССР, в санэпидстанции Подольска, участник Великой Отечественной войны, начальник санитарно-эпидемиологического отряда армии, начальник санитарно-гигиенического лабораторного фронта, ответственный медицинский работник Института гигиены труда и профзаболеваний АМН СССР, ответственный медицинский работник Института биофизики М3 СССР, заведующая кафедрой гигиены труда 1-го Московского медицинского института.
Умерла в Москве в 2004 году. Похоронена на Рогожском кладбище.